# Гров-Сити (город, Миннесота)
Гров-Сити (англ. Grove City) — город в округе Микер, штат Миннесота, США. На площади 1,8 км² (1,7 км² — суша, 0,1 км² — вода), согласно переписи 2002 года, проживают 608 человек. Плотность населения составляет 367,5 чел./км².
- Телефонный код города — 320
- Почтовый индекс — 56243
- FIPS-код города — 27-26126[1]
- GNIS-идентификатор — 0644499[2]